# 具滋哲
具滋哲（韓語：구자철，1989年2月27日—），官方汉字名称具慈哲，韓國足球运动员，現效力於韩国K1联赛球隊济州联。他曾經是南韓國家隊的隊長及成員。

## 俱乐部生涯

### 济州联
2007年，具滋哲在K联赛球队济州联开始职业足球生涯。2010年1月9日，天空体育透露具滋哲已接受英超球队布莱克本流浪者的试训邀请。

### 沃尔夫斯堡
2011年1月30日，具滋哲转会加盟沃尔夫斯堡，合同期为三年半。
2012年6月5日，具滋哲與沃尔夫斯堡延長合同一年至2015年6月底並再租借到德甲球會奥格斯堡一年。

### 奥格斯堡（租借）
2012年1月31日，德甲球會奥格斯堡與沃尔夫斯堡達成協議租借具滋哲至德甲2011/12球季尾。
2012年6月5日，德甲球會奥格斯堡於球季成功護級，再與沃尔夫斯堡達成協議租借具滋哲1年至2012/13球季尾。

### 緬恩斯05
2014年1月18日，就在切尔西刚刚宣布比利时新星德布劳内转投沃尔夫斯堡后不久，沃尔夫斯堡俱乐部便官方宣布，队中的韩国国脚具滋哲正式加盟緬恩斯05。

### 奥格斯堡
2015年9月1日，德甲奥格斯堡俱乐部官方宣布正式从美因茨签下具滋哲。具滋哲与奥格斯堡签署了一份为期两年的合同，他时隔两年半后重回奥格斯堡。
2016年3月5日，德甲第25輪奧格斯堡對陣利華古遜，具滋哲分別在第5、44和57分鐘入球，是奧格斯堡首位球員在德甲上演帽子戲法。

### 重返濟州聯
2022年3月8日，济州联召開記者會，宣佈具滋哲將重返母会济州联。具滋哲将会穿著42号球衣。

## 国家队生涯
2008年2月17日，具滋哲在东亚四强赛和中国的比赛中首次代表国家队出战。
2010年1月9日，他在和赞比亚的友谊赛中打进代表国家队的第一个进球。
2011年卡达亞洲杯，具滋哲一共打入5球及有3助攻，荣膺最佳射手。
2014年巴西世界盃，他以队长身份出战世界盃，並在2-4不敵阿尔及利亞的比赛中射入南韩队的第二球，打进他在世界盃的第一个（以及唯一一个）入球。
2019年亚足联亚洲杯结束後，具滋哲于2019年1月30日宣言隐退韩国国家队。

## 私人生活
2013年6月22日與交往多年的圈外女友結婚，並且邀請了東方神起的成員沈昌珉在婚禮上唱祝歌。

## 綜藝節目
- 2013年7月7日：SBS《Running Man》EP.153 with 雪莉、朴智星
- 2021年7月7日：SBS《白Packer》EP.7 with 濟州聯

## 外部連結
- 具滋哲的Instagram帳戶